# Jaarsmoorgraben
Der Jaarsmoorgraben ist ein 2,1 km langer, fast vollständig verrohrter Graben in Hamburg-Eidelstedt.
Die einzige frei einsehbare Stelle ist das letzte Teilstück vor der Mündung in die Mühlenau am Spielplatz Wiebelstraße.
Teile des Jaarsmoorgrabens sind bereits auf einer Karte aus dem 19. Jahrhundert erkennbar.

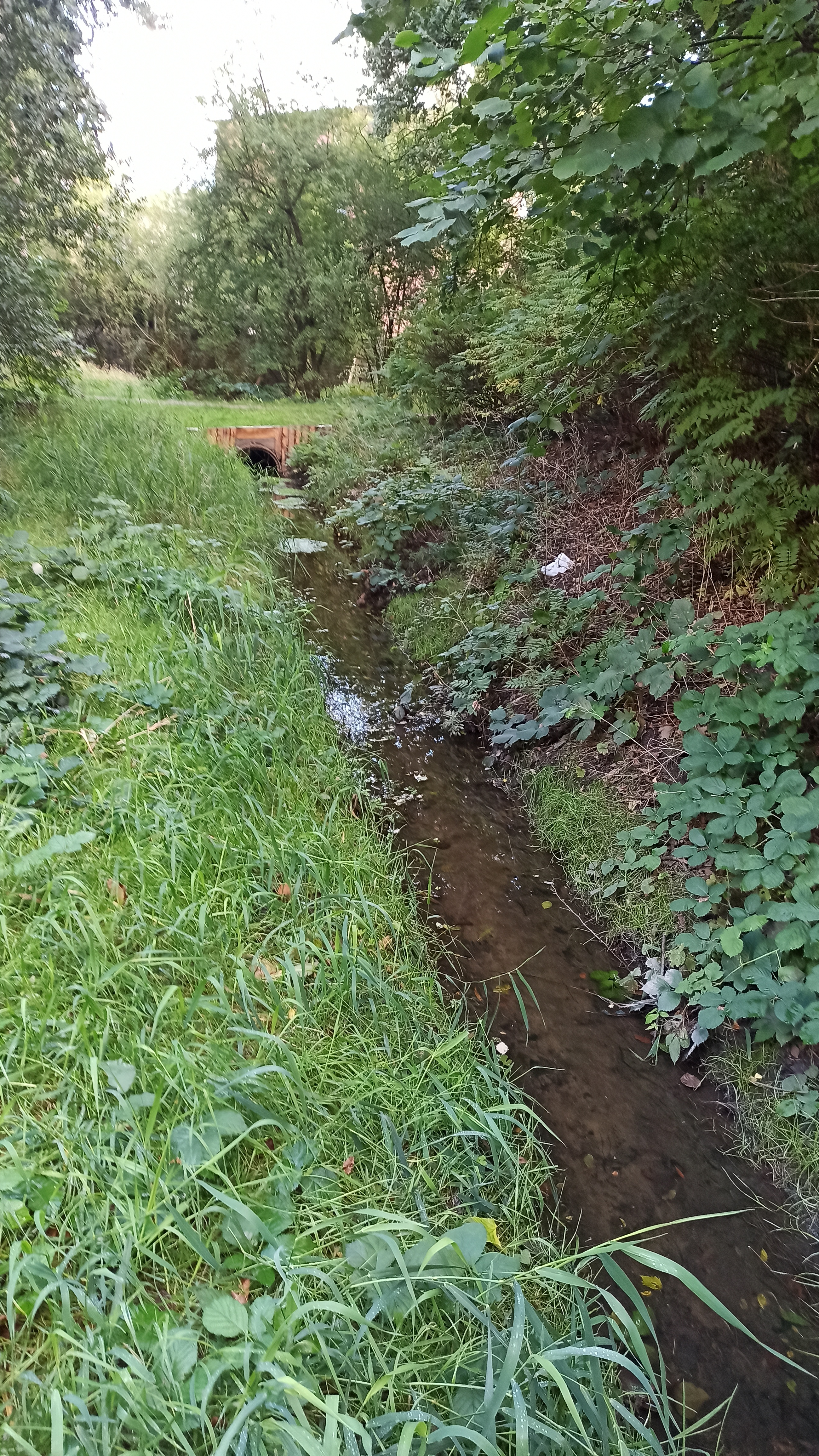
Der Jaarsmoorgraben vor seiner Mündung in die Mühlenau
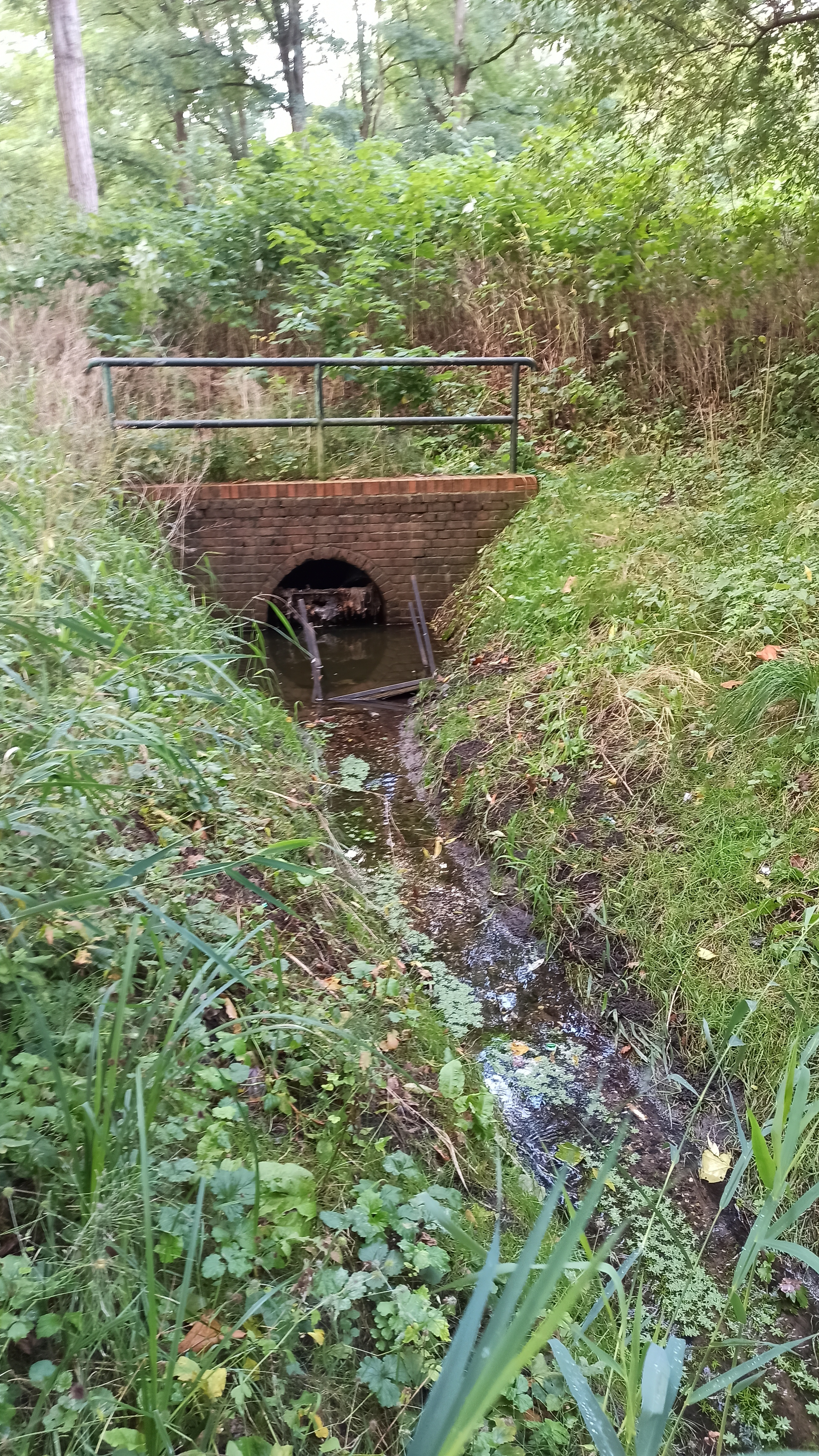
Der Jaarsmoorgraben tritt an die Oberfläche
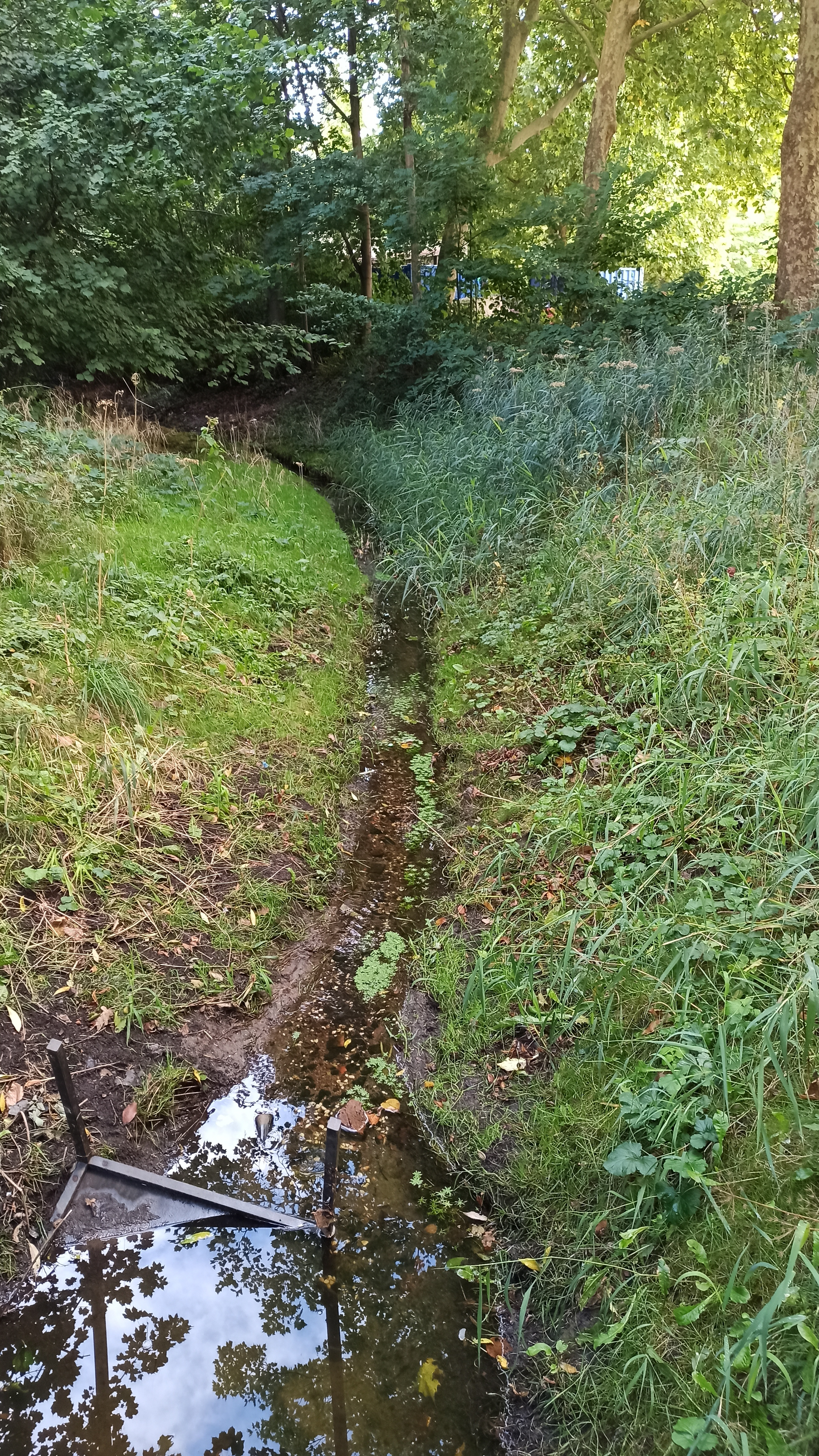
Beginn des offenen Verlaufs vom Jaarsmoorgraben

## Jaarsmoor
Der Jaarsmoorgraben ist benannt nach dem ehemals zwischen Eidelstedt und Schenefeld befindlichen Jaarsmoor.
Die Entstehung des Jaarsmoors begann vor etwa 6000 Jahren. Faulschlamm aus abgestorbenen Planktonorganismen wurde der Nährboden für die Rohrgrasvegetation, welche abflusslose Seen bedeckte, zu Boden sank und vertorfte.
Das Jaarsmoor verschwand infolge des Baus des Eidelstedter Verschiebebahnhofs und der Erbauung von Siedlungen.